# Autobusové nádraží Prachatice

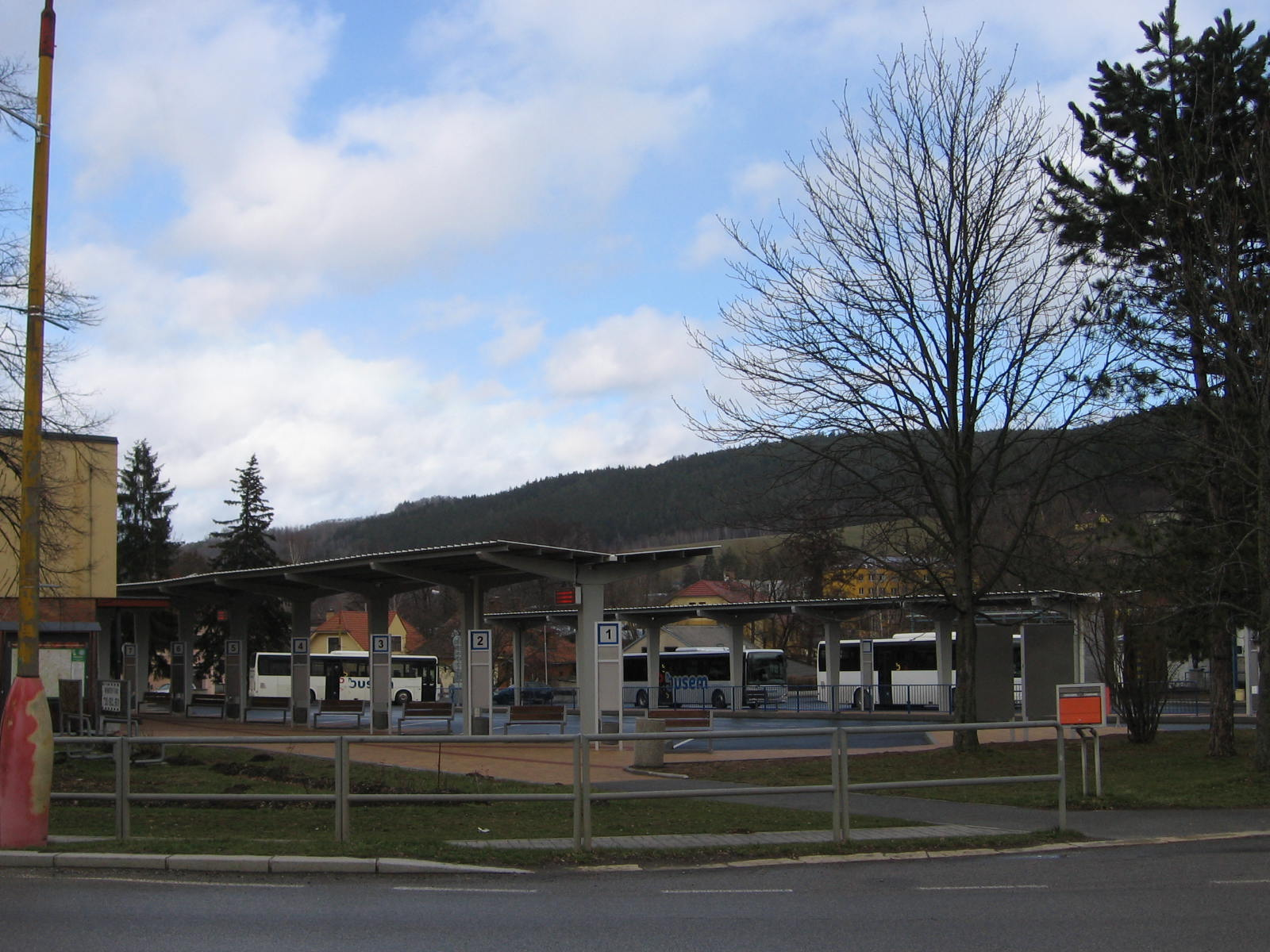
Podoba nádraží po rekonstrukci.

Autobusové nádraží Prachatice se nachází ve východní části města, v blízkosti místního nádraží, u ulic Nádražní a Nebahovská.
Autobusové nádraží bylo budováno na přelomu 60. a 70. let 20. století v souvislosti s rozvojem sídliště Pod hradbami.
Spolu s ním je do značné míry jedním urbanistickým celkem (oddělené je pouze ulicí Nebahovská). Nádraží tvoří jedna patrová odbavovací budova čtvercového půdorysu s prostorem pro autobusy a několika. Okolí areálu bylo upraveno jako park.
Autobusové nádraží bylo dokončeno roku 1968. V roce 2002 se v místním zastupitelstvu diskutovalo o možnosti nádraží přestavět, zmenšit, změnit a na uvolněné ploše vybudovat nové obchodní centrum.
V roce 2018 byla provedena komplexní rekonstrukce areálu. v hodnotě 15 milionů korun. Byl snížen původní počet nástupišť, zachováno však zůstalo 12 odjezdových stanovišť. Byla zde rovněž zřízena i čerpací stanice, myčka autobusů a informační odbavovací systém pro cestující. Vyměněn byl také mobiliář (lavičky, přístřešky apod.), asfaltový povrch a chodníky.